# Henri Royer
Henri Paul Royer (n. 22 ianuarie 1869, Nancy, Franța – d. 31 octombrie 1938, Neuilly-sur-Seine, Seine, Franța) a fost un pictor francez, amintit în special pentru lucrările sale de gen din Bretania. Pictor de gen, portretist și peisagist, a călătorit atât în America, cât și în Europa de-a lungul vieții.

## Biografie

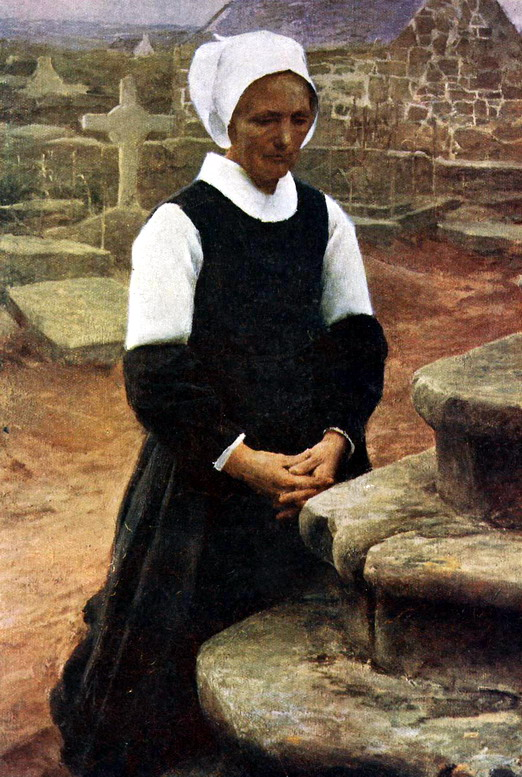
Henri Royer: Paysanne au tombeau

Henri Royer a fost fiul lui Jules Royer (1845-1900), creatorul uneia dintre cele mai importante tipografii litografice din Nancy, înființată în rue de la Salpêtrière. Crescut în lumea artei încă de la o vârstă fragedă, Royer s-a înscris la Școala de Arte Frumoase din Nancy, unde l-a cunoscut pe Émile Friant. A urmat cursurile lui Antoine Vierling și Louis-Théodore Devilly și și-a expus primele lucrări la Salonul de Nancy, printre care Lupta între doi tineri tipografi și Tânărul tencuitor. Aceste succese timpurii i-au determinat părinții și profesorii săi să încurajeze o călătorie de studiu în Olanda cu Friant, care l-a influențat apoi pe Royer.
După întoarcerea sa în 1888 și după ce a frecventat École des Beaux-Arts din Paris, în 1890 și-a continuat studiile la Academia Julian sub îndrumarea lui Jules Joseph Lefebvre⁠(d) și François Flameng. A expus în mod regulat la Salonul de la Paris, specializându-se în picturi de gen și portrete. În calitate de portretist, a întâlnit numeroase figuri celebre din aristocrație, politică, diplomație, știință și arte. Drept urmare, criticii săi l-au descris drept unul dintre discipolii lui Ingres.

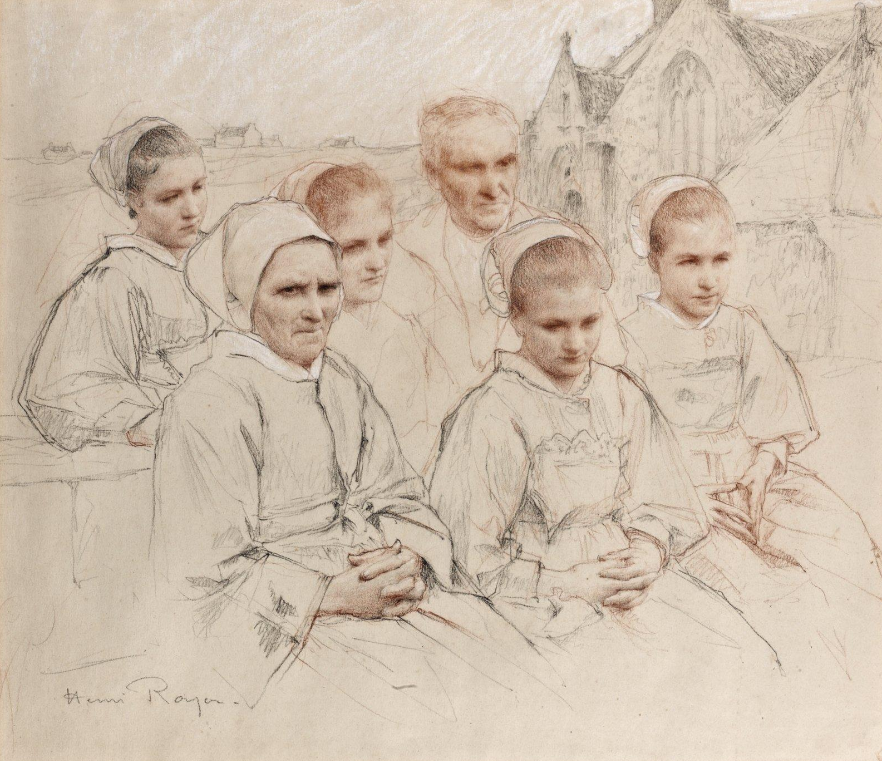
Familie din Bretania care se roagă în fața Bisericii Pont-Croix, 47x53cm

În 1896, împreună cu soția sa, a ajuns în Bretania, unde va petrece perioade lungi de timp pentru tot restul vieții, în special în Audierne și în împrejurimi. Spre deosebire de alți artiști, el era mai ales interesat de oameni, decât de peisaje. Pentru a se apropia mai mult de ei, a învățat chiar să vorbească bretona. Picturile sale dezvăluie o atenție deosebită la costumele acestora. Catolic devotat, a pictat și subiecte religioase, inclusiv figuri solitare la rugăciune.
Royer a predat la Academia Julian și la École des Beaux-Arts. Printre numeroșii săi studenți s-au numărat Georgina și Lucilio de Albuquerque, Fréderic Fiebig⁠(d), Jacques Majorelle⁠(d), Thérèse Geraldy și Émile Louis Picault⁠(d).
La izbucnirea Primului Război Mondial, a fost încorporat mai întâi în Regimentul 41 Infanterie. A fost decorat cu Croix de Guerre la 17 noiembrie 1915 și Crucea Militară la 10 august 1916. Ulterior, s-a alăturat secției de camuflaj a Regimentului 1 de geniu la 1 noiembrie 1916. Opera sa a făcut parte din evenimentul de pictură din competiția de artă de la Jocurile Olimpice de vară din 1932.
A fost promovat ofițer al Legiunii de Onoare la 11 august 1931. A murit șapte ani mai târziu, la 31 octombrie 1938.

## Semnătură
Și-a semnat operele de artă Henri Royer.

## Elevi
Profesor la Academia Julian din Paris și la École des Beaux-Arts din Paris, Henri Royer a avut mulți studenți în atelierul său.

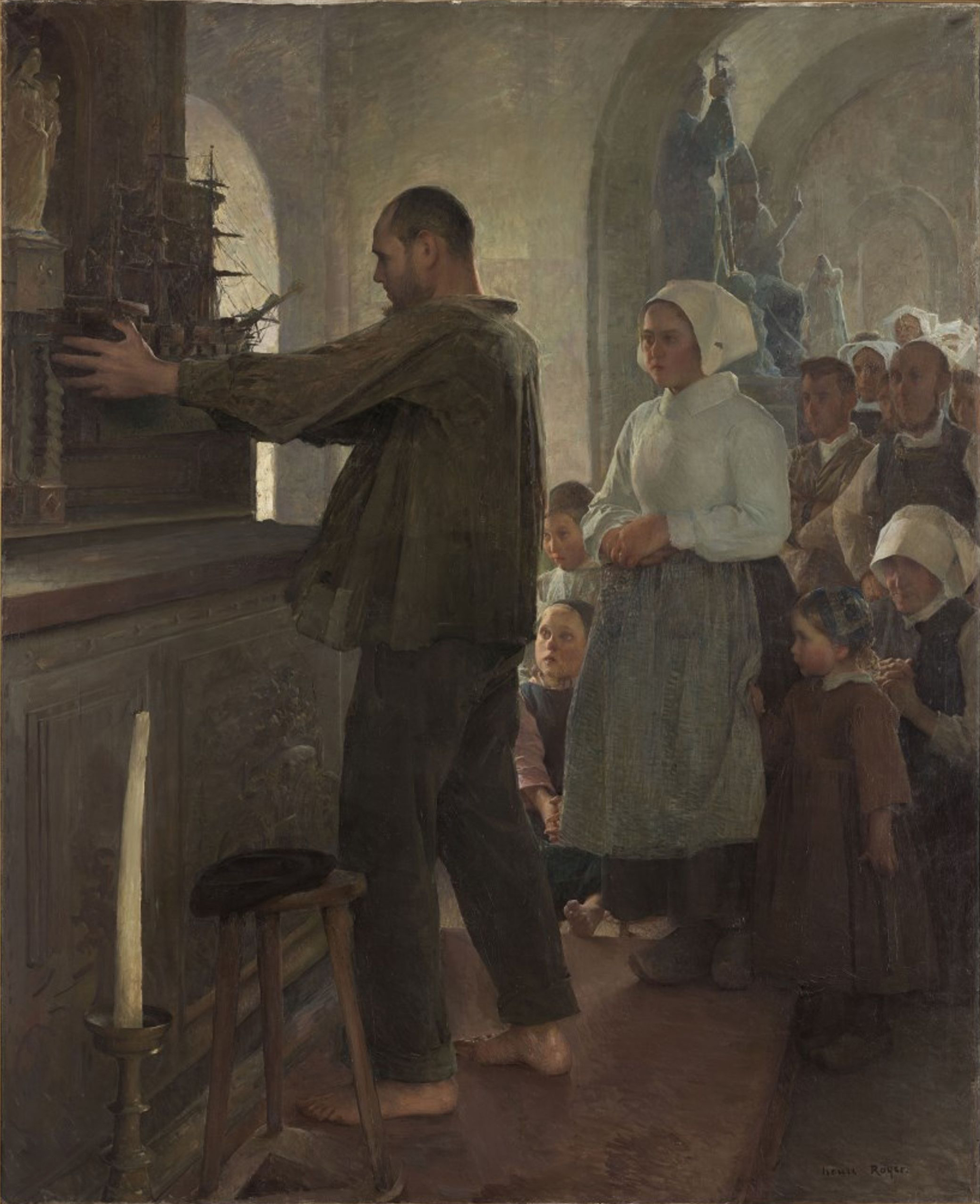
Ex-voto (1898), Muzeul de arte frumoase din Quimper.

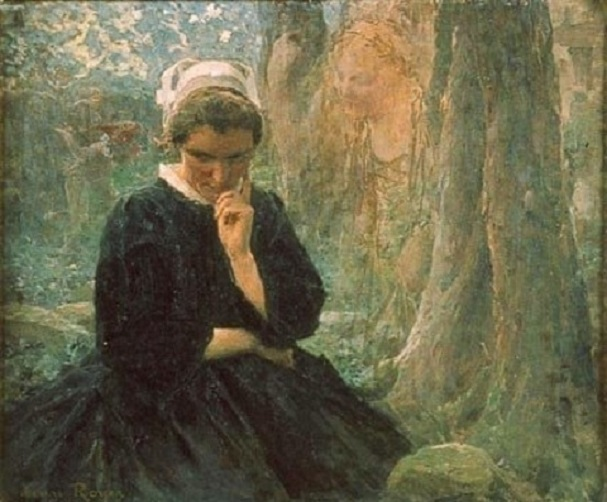
Lunca legendelor, Muzeul de arte frumoase din Brest

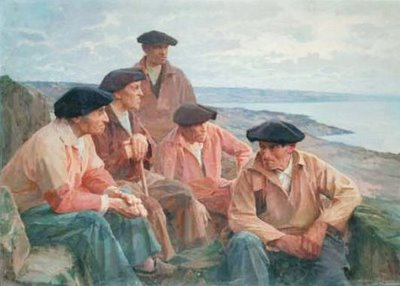
În fața mării (1935)

### La Academia Julian
- Gustave Alaux (1887-1965)
- Georgina de Albuquerque (1885-1962)
- Raoul Barré⁠(d) (1896)
- Maurice Alexandre Berthon (1888-1914)
- Henri Blahay (1869-1941)
- Albert Braïtou-Sala (1885-1972)
- Étienne Buffet (1866-1948)
- Frédéric Fiebig⁠(d) (1885-1953)
- Thérèse Geraldy (1884-1965)
- Léonie Humbert-Vignot⁠(d) (1878-1960)
- Georges Lebacq⁠(d) (1876-1950)
- Jacques Majorelle⁠(d) (1886-1962)

### Atelier nelocalizat
- Lucilio de Albuquerque (1877-1939)
- Caroline Helena Armington⁠(d) (1875-1939)
- Frank Armington⁠(d) (1876-1941)
- Diógenes Campos Ayres (1881-1944)
- Jeanne-Marie Barbey (1876-1961)
- Teodoro Braga (1872-1935)
- Henri-Georges Bréard (1873-1950)
- Rodolfo Chambelland (1879-1967)
- Roberto Colin
- Frederick Garrison Hall (1879-1946)
- Mildred Jones (1899-1991)
- Chas Laborde (1886-1941)
- Eric Spencer Macky⁠(d) (1880-1958)
- Jeanne Louise Jacontot Mahudez (1876-1956)
- Marthe Orant (1874-1957)
- Émile Picault⁠(d) (1833-1915)
- André Prévot-Valéri⁠(d) (1890-1959) [14]
- Jean Scherbeck (1898-1989)
- William Posey Silva⁠(d) (1859-1948)
- Henry Solon (1873-1958)
- Valle Júnior (1889-1958)

## Expoziții
- În 2008, la Audierne a fost organizată o expoziție pentru a-i aduce un omagiu lui Royer.